# Tuc de Cuenques
El Tuc de Cuenques es una montaña de los Pirineos de 2263 metros, situada en las comarca del Valle de Arán (provincia de Lérida).

## Descripción
El Tuc de Cuenques está situado al S del Tuc de Montpius (2276 m) y al N de la Ròca de Tolosa (2345 m), separada de esta última por el paso llamado la Passada d'Auba a 2187 m.